# Bryllup med medgift
Bryllup med medgift (russisk: Свадьба с приданым) er en sovjetisk komediefilm i farver fra 1953 produceret af Mosfilm og instrueret af Tatjana Lukasjevitj og Boris Ravenskikh.
Filmen er baseret på et skuespil af Nikolaj Djakonova, der havde overvældende succes på Moskvas morskabsteater, hvor det blev opført første gang i 1949. Filmen indeholder flere sange, der blev populære ("Steppen blomstrer med skove", "På din veranda" og "Jeg vil ikke prale, min kære").
Forfatteren af stykket og hovedrolleindehaverne, V. Vasiljeva og V. Doronin, sder også medvirkede i filmen, blev tildelt Stalinprisen .

## Handling
De bedste formænd af de to konkurrerende kollektive gårde (kolkhoz), Olga Stepanova og Maxim Orlov, har længe været forelskede i hinanden. Men Olgas kolkhoz har bedre produktion og den stolte Maxim formår ikke at komme foran hende præstationsmæssigt. Der et professionelt skænderi mellem de to forelskede og forholdet sættes på pause. Olga er klar til at tilbyde sin hånd og hjerte til en anden, men Olga og Maxim finder sammen igen.

## Medvirkende
- Vera Vasiljeva som Olga Stepanova
- Vladimir Usjakov som Maksim Orlov
- Vitalij Doronin som Nikolaj Kurotjkin
- Galina Kozjakina som Ljuba Bubentjikova
- Vladimir Dorofejev som Avdej Mukosejev